# Campionati mondiali di bob 2017
I Campionati mondiali di bob 2017, sessantaduesima edizione della manifestazione organizzata dalla Federazione Internazionale di Bob e Skeleton, si sono disputati dal 17 al 26 febbraio 2017 a Schönau am Königssee, in Germania, sulla pista omonima, sulla quale si svolsero le rassegne iridate del 1979, del 1986, del 2004 e del 2011. La località tedesca al confine con l'Austria ha ospitato quindi le competizioni iridate per la quinta volta nel bob a due e nel bob a quattro uomini, per la terza nel bob a due donne e per la seconda nella prova a squadre.
La rassegna iridata avrebbe dovuto svolgersi inizialmente a Soči in Russia tuttavia, a seguito della vicenda doping che ha coinvolto numerosi atleti russi tramite il noto rapporto della  Agenzia Mondiale Antidoping (WADA) presentato da Richard McLaren nel luglio 2016, la IBSF ha deciso prima di spostare la manifestazione e poi, in data 19 dicembre 2016, di assegnarla alla località bavarese.
L'edizione ha visto dominare nel medagliere la Germania che ha conquistato quattro medaglie d'oro sulle cinque assegnate e sette totali sulle dodici in palio.
I titoli sono stati infatti conquistati nel bob a due uomini da Francesco Friedrich e Thorsten Margis, nella gara femminile dalle statunitensi Elana Meyers-Taylor e Kehri Jones mentre nel bob a quattro sono state assegnate due medaglie d'oro agli equipaggi tedeschi composti da Francesco Friedrich, Candy Bauer, Martin Grothkopp e Thorsten Margis e da Johannes Lochner, Matthias Kagerhuber, Joshua Bluhm e Christian Rasp, giunti al traguardo col medesimo tempo al centesimo di secondo. Anche questa edizione dei mondiali, come ormai da prassi iniziata nella rassegna di Schönau am Königssee 2004, si è svolta contestualmente a quella di skeleton e proprio insieme agli atleti di quest'ultima disciplina è stato assegnato il titolo nella gara a squadre che ha visto trionfare la squadra tedesca.
Il 16 gennaio 2019 la IBSF confermò le sanzioni inflitte ad Aleksandr Kas'janov, Il'vir Chuzin, Aleksej Puškarëv e Maksim Belugin in seguito alla vicenda doping emersa dopo le olimpiadi di Soči 2014, sospendendo Kas'janov, Chuzin e Puškarëv sino al 12 dicembre 2020, e Belugin sino all'8 giugno 2019, escludendoli da tutti i risultati ufficiali ottenuti dal 14 febbraio 2014 sino a quella data, pertanto essi sono stati squalificati da tutti gli eventi a cui hanno preso parte in questa rassegna iridata.

## Risultati

### Bob a due uomini
La gara si è disputata il 18 e il 19 febbraio 2017 nell'arco di quattro manches ed hanno preso parte alla competizione 36 compagini in rappresentanza di 18 differenti nazioni; campione uscente era l'equipaggio tedesco pilotato da Francesco Friedrich e Thorsten Margis, i quali confermarono il titolo anche in questa edizione, con Fridrich che vinse quindi il suo quarto titolo consecutivo dopo i trionfi nelle edizioni di Sankt Moritz 2013, Winterberg 2015 e Igls 2016 e Margis invece al suo terzo successo dopo quelli ottenuti con Friedrich nel 2015 e nel 2016, davanti alla coppia canadese formata da Justin Kripps e Jesse Lumsden, con Kripps alla sua prima medaglia iridata nel bob a due mentre per Lumsden si tratta della seconda dopo l'argento conquistato a Lake Placid 2012 con Lyndon Rush, attuale responsabile tecnico della squadra canadese. Sul terzo gradino del podio è salita invece l'altra coppia tedesca composta da Johannes Lochner e Joshua Bluhm, entrambi argento sia nel 2015 che nel 2016.
| Pos. | Atleti                              | Nazione     | Tempo   | Distacco |
| ---- | ----------------------------------- | ----------- | ------- | -------- |
|      | Francesco Friedrich Thorsten Margis | Germania    | 3:16.71 |          |
|      | Justin Kripps Jesse Lumsden         | Canada      | 3:17.91 | +1.20    |
|      | Johannes Lochner Joshua Bluhm       | Germania    | 3:17.96 | +1.25    |
| 4    | Oskars Ķibermanis Matīss Miknis     | Lettonia    | 3:18.17 | +1.46    |
| 5    | Nick Poloniato Neville Wright       | Canada      | 3:18.23 | +1.52    |
| 6    | Oskars Melbārdis Jānis Strenga      | Lettonia    | 3:18.35 | +1.64    |
| 7    | Steven Holcomb Carlo Valdes         | Stati Uniti | 3:18.39 | +1.68    |
| 8    | Nico Walther Eric Franke            | Germania    | 3:18.45 | +1.74    |
| 9    | Bruce Tasker Joel Fearmon           | Regno Unito | 3:18.59 | +1.88    |
| 10   | Rudy Rinaldi Boris Vain             | Monaco      | 3:18.60 | +1.89    |

### Bob a due donne
La gara si è disputata il 17 e il 18 febbraio 2017 nell'arco di quattro manches ed hanno preso parte alla competizione 22 compagini in rappresentanza di 11 differenti nazioni; campionesse uscenti erano le tedesche Anja Schneiderheinze, ritiratasi dall'attività agonistica nel 2016, e Annika Drazek, giunta quarta in questa occasione con la pilota Mariama Jamanka e il titolo è stato pertanto conquistato dalla coppia statunitense formata da Elana Meyers-Taylor e Kehri Jones, con la Meyers-Taylor che conquistò il suo secondo alloro mondiale due anni dopo quello vinto a Winterberg 2015 mentre per la Jones si trattò della prima medaglia mondiale in assoluto. Al secondo posto si sono piazzate le canadesi Kaillie Humphries, già due volte campionessa mondiale ed olimpica, e Melissa Lotholz, le quali ripeterono anche l'argento iridato vinto a Igls 2016, davanti all'altra formazione statunitense composta da Jamie Greubel-Poser e Aja Evans, alla loro prima medaglia mondiale di specialità.
| Pos. | Atleti                                  | Nazione     | Tempo   | Distacco |
| ---- | --------------------------------------- | ----------- | ------- | -------- |
|      | Elana Meyers-Taylor Kehri Jones         | Stati Uniti | 3:24.75 |          |
|      | Kaillie Humphries Melissa Lotholz       | Canada      | 3:24.78 | +0.03    |
|      | Jamie Greubel-Poser Aja Evans           | Stati Uniti | 3:24.98 | +0.23    |
| 4    | Mariama Jamanka Annika Drazek           | Germania    | 3:25.35 | +0.60    |
| 5    | Christina Hengster Jennifer Onasanya    | Austria     | 3:25.42 | +0.67    |
| 6    | Alysia Rissling Cynthia Appiah          | Canada      | 3:25.63 | +0.88    |
| 7    | Maria Oshigiri Arisa Kimishima          | Giappone    | 3:25.82 | +1.07    |
| 8    | Stephanie Schneider Lisa-Marie Buckwitz | Germania    | 3:26.05 | +1.30    |
| 9    | Christin Senkel Ann-Christin Strack     | Germania    | 3:26.21 | +1.46    |
| 10   | Elfje Willemsen Sara Aerts              | Belgio      | 3:26.28 | +1.53    |

### Bob a quattro
La gara si è disputata il 25 e il 26 febbraio 2017 nell'arco di quattro manches ed hanno preso parte alla competizione 34 compagini in rappresentanza di 18 differenti nazioni; campione uscente era l'equipaggio lettone composto da Oskars Melbārdis, Daumants Dreiškens, Arvis Vilkaste e Jānis Strenga, giunti quarti al traguardo, e il titolo è stato pertanto conquistato dalle due compagini tedesche, giunte al traguardo con lo stesso tempo al centesimo di secondo, formate rispettivamente da Francesco Friedrich, Candy Bauer, Martin Grothkopp e Thorsten Margis, già argento nella precedente edizione di Igls 2016, e da Johannes Lochner, Matthias Kagerhuber, Joshua Bluhm e Christian Rasp, tutti alla prima medaglia iridata di specialità. La medaglia di bronzo è invece andata all'altra formazione tedesca guidata da Nico Walther, Kevin Kuske, Kevin Korona ed Eric Franke, con Walther e Korona rispettivamente già argento e oro a Winterberg 2015 e Kuske a conquistare la sua quindicesima medaglia mondiale della sua carriera (l'ottava nel bob a quattro), risultato che lo pone al vertice tra gli atleti più medagliati nella storia delle competizioni iridate nel bob.
| Pos.                                                             | Atleti                                                            | Nazione     | Tempo   | Distacco |
| ---------------------------------------------------------------- | ----------------------------------------------------------------- | ----------- | ------- | -------- |
|                                                                  | Francesco Friedrich Candy Bauer Martin Grothkopp Thorsten Margis  | Germania    | 3:14.10 |          |
| Johannes Lochner Matthias Kagerhuber Joshua Bluhm Christian Rasp | Germania                                                          | 3:14.10     |         |          |
|                                                                  | Nico Walther Kevin Kuske Kevin Korona Eric Franke                 | Germania    | 3:14.26 | +0.16    |
| 4                                                                | Oskars Melbārdis Daumants Dreiškens Arvis Vilkaste Jānis Strenga  | Lettonia    | 3:14.39 | +0.29    |
| 5                                                                | Steven Holcomb Carlo Valdes James Reed Samuel McGuffie            | Stati Uniti | 3:14.44 | +0.34    |
| 6                                                                | Justin Kripps Alexander Kopacz Jesse Lumsden Lascelles Brown      | Canada      | 3:14.87 | +0.77    |
| 7                                                                | Benjamin Maier Stefan Laussegger Markus Sammer Dănuț Ion Moldovan | Austria     | 3:14.90 | +0.80    |
| 8                                                                | Maksim Andrianov Andrej Lylov Jurij Selichov Kirill Antjuch       | Russia      | 3:15.07 | +0.97    |
| 9                                                                | Oskars Ķibermanis Jānis Jansons Matīss Miknis Raivis Zīrups       | Lettonia    | 3:15.16 | +1.06    |
| 10                                                               | Justin Olsen Austin Landis Evan Weinstock Sam Michener            | Stati Uniti | 3:15.30 | +1.20    |

### Gara a squadre
La gara si è disputata il 19 febbraio 2017 ed ogni squadra nazionale ha potuto prendere parte alla competizione con due formazioni; nello specifico la prova ha visto la partenza di uno skeletonista, di un equipaggio del bob a due femminile, di una skeletonista e di un equipaggio del bob a due maschile per ognuna delle 12 formazioni, che hanno gareggiato ciascuno in una singola manche; la somma totale dei tempi così ottenuti ha laureato campione la squadra tedesca di Axel Jungk, Mariama Jamanka, Franziska Bertels, Jacqueline Lölling, Johannes Lochner e Christian Rasp davanti all'altra compagine teutonica composta da Christopher Grotheer, Stephanie Schneider, Lisa-Marie Buckwitz, Tina Hermann, Nico Walther e Philipp Wobeto e a quella formata da atleti appartenenti a diverse nazioni costituita da Alexander Gassner, Maria Adela Constantin, Andreea Grecu, Anna Fernstädt, Richard Oelsner e Marc Rademacher; per la prima volta nella storia dello sport una medaglia mondiale viene quindi conquistata ed assegnata a un team internazionale.
| Pos. | Squadra                    | Atleti | Tempo   | Distacco |
| ---- | -------------------------- | --- | ------- | -------- |
|      | Germania I                 | Axel Jungk Mariama Jamanka / Franziska Bertels Jacqueline Lölling Johannes Lochner / Christian Rasp                 | 3:21.84 |          |
|      | Germania II                | Christopher Grotheer Stephanie Schneider / Lisa-Marie Buckwitz Tina Hermann Nico Walther / Philipp Wobeto           | 3:22.44 | +0.60    |
|      | Squadra Internazionale III | Alexander Gassner Maria Adela Constantin / Andreea Grecu Anna Fernstädt Richard Oelsner / Marc Rademacher           | 3:22.69 | +0.85    |
| 4    | Stati Uniti I              | Matthew Antoine Elana Meyers-Taylor / Lolo Jones Anne O'Shea Steven Holcomb / Samuel McGuffie                       | 3:23.43 | +1.59    |
| 5    | Austria I                  | Matthias Guggenberger Christina Hengster / Jennifer Onasanya Janine Flock Benjamin Maier / Markus Sammer            | 3:23.72 | +1.88    |
| 6    | Canada II                  | Dave Greszczyszyn Alysia Rissling / Sara Dagenais-Everell Jane Channell Chris Spring / Cameron Stones               | 3:23.80 | +1.96    |
| 7    | Canada I                   | Barrett Martineau Kaillie Humphries / Melissa Lotholz Mirela Rahneva Justin Kripps / Ben Coakwell                   | 3:23.92 | +2.08    |
| 8    | Stati Uniti II             | Nathan Crumpton Jamie Greubel-Poser / Cherrelle Garrett Kendall Wesenberg Justin Olsen / Luis Moreira               | 3:24.29 | +2.55    |
| 9    | Squadra Internazionale II  | Evan Neufeldt Christine de Bruin / Alecia Beckford-Stewart Savannah Graybill Ivo de Bruin / Janko Franjic           | 3:25.49 | +3.65    |
| 10   | Squadra Internazionale I   | Dorin Velicu Brittany Reinbolt / Briauna Jones Maria Marinela Mazilu Dorin Alexandru Grigore / Florin Cezar Craciun | 3:26.88 | +5.04    |

## Medagliere
| Posizione | Nazione                | Oro | Argento | Bronzo | Totale |
| --------- | ---------------------- | --- | ------- | ------ | ------ |
| 1         | Germania               | 4   | 1       | 2      | 7      |
| 2         | Stati Uniti            | 1   | 0       | 1      | 2      |
| 3         | Canada                 | 0   | 2       | 0      | 2      |
| 4         | Squadra Internazionale | 0   | 0       | 1      | 1      |
| Totale    | Totale                 | 5   | 3       | 4      | 12     |